# Doktor Who – seria 3 (1965–1966)
Trzeci sezon wersji klasycznej brytyjskiego serialu science-fiction pt. Doktor Who rozpoczął się 11 września 1965 roku, premierą historii Galaxy 4, a zakończył się 16 lipca 1966 historią The War Machines.

## Obsada
William Hartnell kontynuował wcielanie się w rolę pierwszego Doktora. W sezonie tym powraca także dwójka towarzyszy Doktora: Vicki (Maureen O’Brien), która występuje do historii The Myth Makers oraz Steven Taylor (Peter Purves), który występuje do historii The Savages.
W historii The Myth Makers do obsady serialu dołącza Adrienne Hill, w roli nowej towarzyszki, Katariny. Natomiast w następnej historii, The Daleks’ Master Plan, do obsady dołącza też Jean Marsh w roli Sary Kingdom. Obie jednak zostają uśmiercone w The Daleks’ Master Plan, a na ich miejsce pojawia się Jackie Lane, która do ostatniego odcinka sezonu wcielała się w postać Dodo Chaplet. W ostatniej historii sezonu pojawiają się nowi towarzysze: Ben Jackson (Michael Craze) oraz Polly (Anneke Wills).
Peter Butterworth gościnnie wystąpił w trzech odcinkach historii The Daleks’ Master Plan jako Mnich. Butterworth pojawił się już wcześniej w tej roli w historii pt. The Time Meddler.

## Historie i odcinki
| N/o | Tytuł historii inne tytuły                        | Odcinki | Reżyseria                      | Scenariusz                  | Uwagi                                              | Premiera                                | Kod     |
| --- | ------------------------------------------------- | --- | ------------------------------ | --------------------------- | -------------------------------------------------- | --------------------------------------- | ------- |
| 018 | Galaxy 4                                          | Four Hundred Dawns Trap of Steel Air Lock The Exploding Planet | Derek Martinus Mervyn Pinfield | William Emms                | 4 odcinki (odcinki 1-2, 4 zaginione)               | 11 września 1965 – 2 października 1965  | T       |
| Doktor, Vicki i Steven przybywają na spokojną, nienazwaną planetę, na której spotykają małe roboty, nazwane przez Vicki „Chumblies”. Niedługo później na planecie załoga TARDIS spotyka też Drahviny, osobniki płci żeńskiej, pochodzące z Galaktyki 4, które są negatywnie nastawione na Chumbliesów. Okazuje się, że Drahviny oraz operatorzy Chumbliesów, Rillowie, są w stanie wojny, a obie rasy rozbiły swoje statki kosmiczne na tej planecie. |                                                   | |                                |                             |                                                    |                                         |         |
| 019 | Mission to the Unknown Dalek Cutaway              | Mission to the Unknown | Derek Martinus                 | Terry Nation                | 1 odcinek (zaginiony)                              | 9 października 1965                     | TA / DC |
| Na planecie Kembel, dwoje astronautów, Marc Cory i Gordon Lowery próbuje naprawić swój rozbity statek kosmiczny, kiedy trzeci członek załogi, Jeff Garvey śpi. Po pewnym czasie Garvey wstaje z bólem głowy i próbuje zabić Gordona, ale widząc to Marc strzela do Garveya. Kiedy dwoje rozbitków zaprowadzają zwłoki Garveya do środka statku, zauważają, że jego ciało zaczyna zmieniać się w roślinę Varga. W tym samym czasie zauważają oni że w przestrzeni latają obiekty należące do Daleków, a także odkrywają fakt że rośliny Varga są typowe dla planety Skaro, rodzimej planety Daleków. |                                                   | |                                |                             |                                                    |                                         |         |
| 020 | The Myth Makers                                   | Temple of Secrets Small Prophet, Quick Return Death of a Spy Horse of Destruction | Michael Leeston-Smith          | Donald Cotton               | 4 odcinki (wszystkie zaginione)                    | 16 października 1965 – 6 listopada 1965 | U       |
| TARDIS ląduje w Troi podczas jej oblężenia. Doktor zostaje przejęty przez Greków, którzy rozkazują mu w ciągu dwóch dni przygotować plan przejęcia miasta, a przy okazji spotyka on takich ludzi jak Odyseusza, Agamemnona, Menelaosa. W tym czasie Steven i Vicki zostają przejęci przez Trojan i żeby udowodnić, że nie są szpiegami muszą przygotować w ciągu dwóch dni plan jak pozbyć się Greków. |                                                   | |                                |                             |                                                    |                                         |         |
| 021 | The Daleks’ Master Plan                           | The Nightmare Begins Day of Armageddon Devil’s Planet The Traitors Counter Plot Coronas of the Sun The Feast of Steven Volcano Golden Death Escape Switch The Abandoned Planet Destruction of Time | Douglas Camfield               | Terry Nation Dennis Spooner | 12 odcinków (odcinki 1, 3-4, 6-9, 11-12 zaginione) | 13 listopada 1965 – 29 stycznia 1966    | V       |
| W roku 4000 Doktor i jego towarzysze muszą stawić czoła Dalekom, którzy zamierzają podbić cały Układ Słoneczny. W tym celu używają „destruktora czasu”, który jest w stanie zniszczyć czas. |                                                   | |                                |                             |                                                    |                                         |         |
| 022 | The Massacre of St Bartholomew’s Eve The Massacre | War of God The Sea Beggar Priest of Death Bell of Doom | Paddy Russell                  | John Lucarotti Donald Tosh  | 4 odcinki (wszystkie zaginione)                    | 5 lutego 1966 – 26 lutego 1966          | W       |
| TARDIS trafia do Paryża w roku 1572, gdzie trwa wojna religijna pomiędzy protestantami, a katolikami. Doktor zamierza odwiedzić aptekarza Charlesa Preslina, natomiast Steven w tym czasie zaprzyjaźnia się z grupą hugenotów. |                                                   | |                                |                             |                                                    |                                         |         |
| 023 | The Ark                                           | The Steel Sky The Plague The Return The Bomb | Michael Imison                 | Paul Erickson Lesley Scott  | 4 odcinki                                          | 5 marca 1966 – 26 marca 1966            | X       |
| Doktor, Steven i nowa towarzyszka, Dodo Chaplet trafiają do roku milionowego na statek kosmiczny, który ma za zadanie doprowadzenie wszystkich ludzi na nową planetę. Okazuje się, że w „nowej Arce Noego” dochodzi do wielu napięć pomiędzy przebywającymi w niej ludźmi. |                                                   | |                                |                             |                                                    |                                         |         |
| 024 | The Celestial Toymaker                            | The Celestial Toyroom The Hall of Dolls The Dancing Floor The Final Test | Bill Sellars                   | Brian Hayles Donald Tosh    | 4 odcinki (odcinki 1-3 zaginione)                  | 2 kwietnia 1966 – 23 kwietnia 1966      | Y       |
| Doktor, Steven i Dodo docierają wbrew ich woli do świata „producenta niebiańskich zabawek”. Podczas gdy Doktor musi stawić czoła producentowi, Dodo i Steven muszą przejść poprawnie kilka gier by znaleźć prawdziwą TARDIS. Jeśli się nie uda zostaną przekształceni w zabawki. |                                                   | |                                |                             |                                                    |                                         |         |
| 025 | The Gunfighters                                   | A Holiday for the Doctor Don't Shoot the Pianist Johnny Ringo The OK Corral | Rex Tucker                     | Donald Cotton               | 4 odcinki                                          | 30 kwietnia 1966 – 21 maja 1966         | Z       |
| Załoga TARDIS trafia do miasta na dzikim zachodzie o nazwie Tombstone. Przez szereg nieporozumień Doktor i jego towarzysze zostają oskarżeni o branie udziału w strzelaninie w O.K. Corral, w które mieli zabić Doca Hollidaya. |                                                   | |                                |                             |                                                    |                                         |         |
| 026 | The Savages                                       | – | Christopher Barry              | Ian Stuart Black            | 4 odcinki (wszystkie zaginione)                    | 28 maja 1966 – 18 czerwca 1966          | AA      |
| Doktor i jego towarzysze trafiają na nienazwaną planetę w przyszłości, w której cywilizacja osiągnęła najwyższy poziom. Po jakimś czasie okazuje się, że na obrzeżach wysokiej cywilizacji mieszkają bezbronni członkowie dzikich plemion. Doktor postanawia temu zaradzić, natomiast Steven postanawia zostać na tej planecie by stać się liderem na nowo jednoczącej się cywilizacji z dzikimi plemionami. |                                                   | |                                |                             |                                                    |                                         |         |
| 027 | The War Machines                                  | – | Michael Ferguson               | Ian Stuart Black Kit Pedler | 4 odcinki                                          | 25 czerwca 1966 – 16 lipca 1966         | BB      |
| Doktor i Dodo powracają do Anglii w 1966 roku, gdzie w Post Office Tower ma zostać uruchomiony nowy, rewolucyjny superkomputer o nazwie WOTAN. Okazuje się jednak że WOTAN uważa ludzi za gorszych i że świat powinien być rządzony przez maszyny, dlatego wywiera wpływ w budowę maszyn wojennych, z którymi ma przejąć świat. |                                                   | |                                |                             |                                                    |                                         |         |

1. ↑  Od odcinka The Savages wszystkie historie nosiły jedynie łączny tytuł, bez oddzielnych nazw dla poszczególnych odcinków. Od 2005 roku ponownie zaczęto używać tytułów dla pojedynczych odcinków, także tych stanowiących część historii.

## Wersja na DVD
| Nazwa                                                | Ilość i czas odcinków | Data premiery    | Data premiery    | Data premiery   |
| Nazwa                                                | Ilość i czas odcinków | Region 2         | Region 4         | Region 1        |
| ---------------------------------------------------- | --------------------- | ---------------- | ---------------- | --------------- |
| The Ark                                              | 4 × 25 min.           | 14 lutego 2011   | 3 marca 2011     | 8 marca 2011    |
| Earth Story The Gunfighters The Awakening (sezon 21) | 6 × 25 min.           | 20 czerwca 2011  | 4 sierpnia 2011  | –               |
| The Gunfighters                                      | 4 × 25 min.           | –                | –                | 12 lipca 2011   |
| The War Machines                                     | 4 × 25 min.           | 25 sierpnia 2008 | 7 listopada 2008 | 6 stycznia 2009 |

### Lost in Time
W kolekcji Lost in Time zostały umieszczone będące w archiwach BBC odcinki, które należą do w większości zaginionej historii. Wśród wielu odcinków z tej kolekcji, znalazły się odcinki z tego sezonu.
| Nazwa | Ilość i czas odcinków             | Data premiery    | Data premiery                                                   | Data premiery    |
| Nazwa | Ilość i czas odcinków             | Region 2         | Region 4                                                        | Region 1         |
| --- | --------------------------------- | ---------------- | --------------------------------------------------------------- | ---------------- |
| Lost in Time The Daleks’ Master Plan odcinki 2, 5 i 10 The Celestial Toymaker odcinek 4 odcinki z pozostałych sezonów | 4 × 25 min. (tylko z tego sezonu) | 1 listopada 2004 | 2 grudnia 2004 (pierwsze wydanie) 1 lipca 2010 (drugie wydanie) | 2 listopada 2004 |

### The Aztecs – Special Edition
W związku ze znalezieniem w grudniu 2011 roku trzeciego odcinka historii Galaxy 4, postanowiono wydać specjalną edycje historii The Aztecs, w której dodatkowo umieszczono znaleziony odcinek.
| Nazwa | Ilość i czas odcinków | Data premiery | Data premiery | Data premiery |
| Nazwa | Ilość i czas odcinków | Region 2      | Region 4      | Region 1      |
| --- | --------------------- | ------------- | ------------- | ------------- |
| The Aztecs – Special Edition The Aztecs (sezon 1) Galaxy 4 (odcinek 3 oraz skrócone rekonstrukcje pozostałych odcinków) | 5 × 25 min.           | 11 marca 2013 | 20 marca 2013 | 12 marca 2013 |

## Beletryzacje

### WydawnictwaTarget Books
| Nazwa książki                                          | Nazwa historii w serialu             | Autor                         | Premiera             | Źródło        |
| ------------------------------------------------------ | ------------------------------------ | ----------------------------- | -------------------- | ------------- |
| Galaxy Four                                            | Galaxy 4                             | William Emms                  | 10 kwietnia 1986     | [ 46 ] [ 47 ] |
| The Daleks’ Master Plan Part I: Mission to the Unknown | Mission to the Unknown               | John Peel                     | 21 września 1989     | [ 48 ] [ 49 ] |
| The Myth Makers                                        | The Myth Makers                      | Donald Cotton                 | 12 września 1985     | [ 50 ] [ 51 ] |
| The Daleks’ Master Plan Part I: Mission to the Unknown | The Daleks’ Master Plan              | John Peel                     | 21 września 1989     | [ 48 ] [ 49 ] |
| The Daleks’ Master Plan Part II: The Mutation of Time  | The Daleks’ Master Plan              | John Peel                     | 19 października 1989 | [ 52 ] [ 53 ] |
| The Massacre                                           | The Massacre of St Bartholomew’s Eve | John Lucarotti                | 19 listopada 1987    | [ 54 ]        |
| The Ark                                                | The Ark                              | Paul Erickson                 | 19 marca 1987        | [ 55 ]        |
| The Celestial Toymaker                                 | The Celestial Toymaker               | Gerry Davis i Alison Bingeman | 20 listopada 1986    | [ 56 ]        |
| The Gunfighters                                        | The Gunfighters                      | Donald Cotton                 | 9 stycznia 1986      | [ 57 ] [ 58 ] |
| The Savages                                            | The Savages                          | Ian Stuart Black              | 11 września 1986     | [ 59 ]        |
| The War Machines                                       | The War Machines                     | Ian Stuart Black              | 16 lutego 1989       | [ 60 ]        |

### WydawnictwaStar Books’
| Nazwa książki                       | Nazwa historii w serialu        | Autor            | Premiera      | Źródło |
| ----------------------------------- | ------------------------------- | ---------------- | ------------- | ------ |
| The Myth Makers and The Gunfighters | The Myth Makers The Gunfighters | Andrew Skilleter | sierpień 1988 | [ 61 ] |